# Ujayf ibn Ànbassa
Ujayf ibn Ànbassa (àrab: عجيف بن عنبسة, ʿUjayf b. ʿAnbasa) (? - 838) fou un general abbàssida, cap de l'exèrcit d'al-Mamun i d'al-Mútassim. Descendent d'una família àrab probablement de Khorasan o Transoxiana, va combatre al costat del rebel Rafi ibn al-Layth a la part final del regnat d'Harun ar-Raixid però el 807/808 i va esdevenir un general destacat d'al-Mamun; va fer campanya contra el cap kharigita Bilal ad-Dibabí (829); sota al-Mútassim va fer campanya contra els zutt al sud de l'Iraq. Després va dirigir la campanya d'al-Mútassim contra els bizantins i llavors va perdre la confiança del califa a causa del finançament de l'avituallament de l'exèrcit; acusat de participar en un complot contra el califa (per substituir-lo pel seu nebot al-Abbàs al-Mamun) fou executat.